# Nikolaus Hartl
Nikolaus „Niki“ Hartl (* 18. Dezember 1991 in Zell am See) ist ein deutsch-österreichischer Eishockeyspieler, der seit Februar 2017 bei den Vienna Capitals in der Österreichischen Eishockey-Liga unter Vertrag steht.

## Karriere
Nikolaus Hartl begann seine Eishockey-Karriere in seiner Heimatstadt beim EK Zell am See und durchlief dort diverse Jugendabteilungen. Im Jahr 2011 wagte Hartl den Schritt in die Erste Bank Eishockey Liga zum EC VSV und verbrachte dort zwei Saisonen. Zur Saison 2013/14 wechselte er zu den Vienna Capitals und spielte drei Jahre in der Hauptstadt.
Zum ersten Mal in seiner Karriere wechselte Hartl 2016 ins Ausland zu den Straubing Tigers in die Deutsche Eishockey Liga. Nach 30 Spielen und einem Assist wechselte er im Februar 2017 zurück zu den Vienna Capitals und verstärkte das Team für die Playoffs. Im selben Jahr gewann er mit den Capitals den österreichischen Meistertitel.

### International
Im Juniorenbereich spielte Hartl für Österreich zunächst bei der U18-Weltmeisterschaft 2009 in der Division I, als er bester Torvorbereiter war. Mit der U20-Auswahl des Alpenlandes nahm er an der Weltmeisterschaft 2010 in der Top-Division und an der Weltmeisterschaft 2011 in der Division I teil.
Sein Debüt in der Nationalmannschaft der Herren gab er am 11. November 2011 beim 2:3 im Freundschaftsspiel gegen Italien im ungarischen Miskolc. Auch in den Folgejahren kam er zu vereinzelten Länderspieleinsätzen, wurde jedoch bisher nicht bei Weltmeisterschaften oder Olympischen Spielen eingesetzt.

## Erfolge und Auszeichnungen
- 2009 Meiste Torvorlagen bei der U18-Weltmeisterschaft der Division I, Gruppe B
- 2017 Österreichischer Meister mit den Vienna Capitals

## Karrierestatistik
(Legende zur Spielerstatistik: Sp oder GP = absolvierte Spiele; T oder G = erzielte Tore; V oder A = erzielte Assists; Pkt oder Pts = erzielte Scorerpunkte; SM oder PIM = erhaltene Strafminuten; +/− = Plus/Minus-Bilanz; PP = erzielte Überzahltore; SH = erzielte Unterzahltore; GW = erzielte Siegtore; 1 Play-downs/Relegation; Kursiv: Statistik nicht vollständig)